# Paralaeospira vitrea
Paralaeospira vitrea är en ringmaskart som först beskrevs av Fabricius 1780.  Paralaeospira vitrea ingår i släktet Paralaeospira och familjen Serpulidae. Inga underarter finns listade i Catalogue of Life.